# Ödåkra
Ödåkra uttal (fil) är en tätort i Helsingborgs kommun i Skåne län.
Samhället ligger cirka åtta kilometer norr om Helsingborgs centrum, och cirka åtta kilometer från Öresund. Omedelbart söder om orten ligger shoppingcentret Väla. Ödåkra genomkorsas av Västkustbanan med en station på pågatågslinjen mellan Ängelholm och Helsingborg och ligger i anslutning till motorvägarna E6/E20 och E4. Närheten till Helsingborg har gjort orten ganska populär och det stora radhusområdet Björka byggde samman Väla med Ödåkra under 1980-talet och fler bostäder är under planering.

## Historia
När byn Ödåkra bildades är osäkert. Ortnamnsefterledet "-åkra" härstammar från yngre järnåldern och ortnamnet skrevs 1583 Øagre. Förledet syftar antingen på att åkrarna i efterledet är små och högt belägna, eller att de legat obrukade (öde) under en tid. Byn låg på en upphöjning i terrängen och omgavs till stor del av sank- och kärrmarker. Bebyggelsen var relativ oansenlig och bestod fram till 1700-talet av endast fyra gårdar. Istället var det orten Fleninge i öster som var den dominanta, där även traktens sockenkyrka låg. Söder om Ödåkra låg byarna Björka och Väla. Då enskiftet genomfördes i Ödåkra 1827–28 uppgick antalet gårdar i byn till elva stycken. Vid 1862 års kommunalförordningar införlivades orten i Fleninge landskommun.
Det stora uppsvinget för Ödåkra kom i slutet av 1800-talet. År 1885 invigdes Skåne-Hallands järnväg (nuvarande Västkustbanan) förbi orten och redan uppfördes 1884 en stationsbyggnad i anslutning till denna. Tillväxten i orten tog ytterligare fart i och med att Helsingborgs Spritförädlings AB år 1898 anlades i anknytning till järnvägen. Fabriken kallades i folkmun för "Spritan" och uppfördes på initiativ av grosshandlaren Johan I. Nelson från Helsingborg. Vid sekelskiftet fanns ett trettiotal liknande fabriker i Sverige, var och en av dessa tillverkade sina egna kryddade och okryddade specialmärken. Vid Ödåkra spritförädlingsfabrik startade tillverkningen av det kryddade brännvinet Ödåkra Taffel Aqvavit 1899. AB Vin- & Spritcentralen övertog fabriken 1917. Med tiden började ett mindre samhälle växa fram runt fabriken. Mestadels bestod detta av ett antal villor och mindre flerbostadshus, anlagda vid korsningen mellan järnvägen och den gamla landsvägen norr om fabriken och stationsområdet. Snart anlades också idrottsplatsen Toftavallen i söder och på 1940-talet startade dansstället Blue Heaven vid Duvestubbe skog i väster.
Vid kommunreformen 1952 bildades Ödåkra landskommun där Ödåkra som den största orten blev den nya kommunens centralort. I samband med att Ödåkra blev kommunens centralort anlades ett centrumområde nordost om stationen, bestående av kommunhus, bibliotek, post- och bankkontor, samt butik. På 1960-talet började en stor andel villor anläggas öster om stationssamhället och orten fick nu alltmer karaktären av en bostadsförort till Helsingborg.  På 1970-talet uppfördes Väla köpcentrum mellan byn Björka och Ödåkra. Norr om köpcentrumet anlades på 1980-talet ett stort bostadsområde av främst radhus, benämnt Björka, efter den historiska byn i söder. Spritförädlingsfabriken lades ner 1976 då tillverkningen flyttades till Falkenberg. Tillverkningen av Ödåkra Taffel Aquavit upphörde året därpå. Lokalerna har förfallit en del sedan dess men på 2000-talet har flera företag använt byggnaderna som lager. Bland annat hade Ikea ett stort mellanlager för importgods i byggnaderna. Andra delar av byggnaden används från 2020-talet för serveringar, butiker och mindre företagande.

### Befolkningsutveckling
| Befolkningsutvecklingen i Ödåkra 1960–2020 | Befolkningsutvecklingen i Ödåkra 1960–2020 | Befolkningsutvecklingen i Ödåkra 1960–2020 | Befolkningsutvecklingen i Ödåkra 1960–2020 | Befolkningsutvecklingen i Ödåkra 1960–2020 |
| ------------------------------------------ | ------------------------------------------ | ------------------------------------------ | ------------------------------------------ | ------------------------------------------ |
|                                            |                                            |                                            |                                            |                                            |
| År                                         |                                            |                                            | Folkmängd                                  | Areal (ha)                                 |
| 1960                                       | 1960                                       |                                            | 849                                        |                                            |
| 1965                                       | 1965                                       |                                            | 994                                        |                                            |
| 1970                                       | 1970                                       |                                            | 1 461                                      |                                            |
| 1975                                       | 1975                                       |                                            | 1 995                                      |                                            |
| 1980                                       | 1980                                       |                                            | 2 954                                      |                                            |
| 1990                                       | 1990                                       |                                            | 4 455                                      | 235                                        |
| 1995                                       | 1995                                       |                                            | 4 839                                      | 273                                        |
| 2000                                       | 2000                                       |                                            | 4 840                                      | 295                                        |
| 2005                                       | 2005                                       |                                            | 4 771                                      | 299                                        |
| 2010                                       | 2010                                       |                                            | 4 920                                      | 305                                        |
| 2015                                       | 2015                                       |                                            | 5 231                                      | 328                                        |
| 2020                                       | 2020                                       |                                            | 5 807                                      | 345                                        |
|                                            |                                            |                                            |                                            |                                            |

## Skolor och kommunal service
Ödåkra har två F–9-skolor genom Gläntanskolan och Svenssgårdsskolan, tidigare fanns också en tredje som hette Norrlyckeskolan men den lades ner 2009 och revs 2010 
I trakten kring Ödåkra finns även fem kommunala förskolor och tre privata. Inom äldreomsorgen servar Tuvehagens vårdboende hela närområdet. Inom orten finns även ett områdesbibliotek med meröppet, alltså att man kan utnyttja biblioteket även när det är stängt. 

## Kultur- och föreningsliv
I Ödåkraområdet fanns 15 aktiva föreningar 2007. Ödåkra IF, bildad 24 mars 1927, har bland annat bedrivit bandy, fotboll, friidrott och cykelsport. Friidrottsverksamheten lades ner i mitten av 1950-talet, och bandyverksamheten lades ner under 1960-talet. Hemmamatcherna spelas på idrottsplatsen Toftavallen. År 1975 startade klubben så kallad knattefotboll. Andra föreningar i trakten är Ödåkra Ridsällskap, IS Ödåkra Tennisklubb, Boulen mitt i byn, PRO-Norrlycke pensionärsförening och Flening-Ödåkra Scoutkår. Förutom Toftavallen, som främst används för fotboll, finns även en sporthall för tennis och ett ridhus.
Ett bibliotek finns nära järnvägsstationen.

## Personer från orten
- Sebastian Carlsén, fotbollsspelare
- Mattias Lindström, fotbollsspelare
- David Svensson, fotbollsspelare
- Björn Westerblad, fotbollsspelare
- Patrik Åström, fotbollsspelare
- Pontuz Bergman, producent i musikduon Wasted Penguinz
- Jon Brandt-Cederhäll, producent i musikduon Wasted Penguinz
- Mathias Spiik, producent, DJ och nattklubbspionjär